# Kanstadfjorden
Kanstadfjorden (nordsamisk: Gánasvuotna) er en fjordarm af Vestfjorden som ligger på sydsiden af Hinnøya i Lødingen kommune i  Nordland fylke  i Norge. Fjorden går 17 kilometer i nordlig retning fra indløbet mellem Rinøya i vest og Nes i øst til Heggedalselvens udløb ved Kanstadbotn i fjordbunden, hvor Austerdalen fortsætter 5,5 kilometer til Gullesfjordbotn. Afstanden til  fylkesgrensen til Troms er 2,3 kilometer fra Kanstadbotn.

## Geografi
Kanstadfjorden ligger mellem Stordalsaksla (597 moh.), Erikstadfjordfjellet (552 moh.), Årnipen (704 moh.) og Sneistinden (722 moh.) i vest og Kanstadfjellet og Lødingsaksla i øst. Midt i fjorden går den omtrent 200 m lange Kanstadstraumen som er en populær fiskeplads. 
Nord for sundet er navnet Innerfjorden. Syd for sundet går fire fjordarme av Kanstadfjorden: Lonkan (0,8 km) på østsiden samt Erikstadfjorden (4,3 km), Høkfjorden (5,2 km) og Hestfjorden (3,7 km) på vestsiden. 

## Bosætning og trafik
Langs Innerfjorden, mellem Austre Kanstad og Kanstadbotn, er der i dag kun spredte gårde. Tidligere har der imidlertid været samisk bosætning i området. Europavej E10/Riksvej 85 går langs østsiden. Mellem Austre og Vestre Kanstad krydser Fylkesvej 837 Kanstadstraumen og fortsætter videre mod syd langs den tyndt befolkede vestsiden, med Erikstad, Svensgam, Hesten og Rinøyvåg. 
I Kanstadbotn er der et knudepunkt for kraftlinjen fra øst som forgrenes videre til Lofoten, Vesterålen og Lødingen.